# Константинов Володимир Юхимович
Константинов Володимир Юхимович (14 березня 1941 р., м. Кіровоград) — український письменник, спеціаліст в галузі нетрадиційної медицини.

## Біографія
Народився 14 березня 1941 року в сім'ї службовця. Освіта вища. Підполковник, військовий пенсіонер. Відомий український фітотерапевт, гомеопат, фахівець в галузі східної медицини, член-кореспондент Української екологічної академії наук (1999 р.), академік Української екологічної академії наук (2002 р.). Письменник, член української асоціації письменників. Нагороджений багатьма грамотами і медалями СРСР.
Починав військову службу начальником медичного пункту окремої військової частини в м. Острозі на Рівненщині. Довгий час служив в прикордонних військах на радянсько-китайському кордоні в районі Джунгарського Алатау (Республіка Казахстан). Там же почав ґрунтовно вивчати тибетську медицину. Після закінчення військової служби і успішного складання експертних іспитів по фітотерапії при Асоціації народної медицини України в 1991 році був призначений на посаду директора медичного центру «Авіцена» фірми «Медекол». В 1991–1996 рр. керівник практичної частини державної Програми діагностики, лікування та реабілітації персоналу ЧАЕС та членів їх родин, що постраждали від Чорнобильської катастрофи. Саме на цьому терені проявився талант академіка В. Ю. Константинова як блискучого організатора медицини і фітотерапевта, що у своїй практиці досяг неабияких успіхів. Створена та вдосконалена ним разом з Українським національним центром радіаційної медицини (УНЦРМ) організаційна структура дозволила не тільки здійснювати кваліфіковану діагностику з використанням усіх традиційних і нетрадиційних методів, але й впродовж невеликих проміжків часу (2-4 тижні) виліковувати пацієнтів від найтяжчих хронічних недуг.
В переліку клінічних досягнень В. Ю. Константинова — успішне лікування хвороб печінки, серцево-судинних та бронхо-легеневих захворювань, ендокринної та передпухлинної патологій та патології периферичного кровообігу.
Про успіхи В. Ю. Константинова в сфері нетрадиційної медицини свідчать численні листи його вдячних пацієнтів, написані як у персональну адресу В. Ю. Константинова, так і в засоби масової інформації. Велика кількість цих листів зберігається в фондах Національного музею медицини України та Музею історії медичної статистики в м. Києві.
В. Ю. Константинов — автор багатьох книг та брошур на медичну та історико-художню тематику. Вони викладені легко, доступною мовою, корисні та цікаві за змістом, а отже, знаходять своїх читачів. Деякі з них перевидавалися декілька разів. Прикладом оцінки В. Ю. Константинова як письменника та спеціаліста з нетрадиційної медицини з боку читача є стаття відомої української письменниці Марії Матіос «Хоманевіруюча ментальність», яка була надрукована в газеті «День» 11 вересня 2002 р.

## Сім'я
Дружина — Тетяна Василівна, 1951 р., уродженка Алматинської області (Республіка Казахстан). В 1991–1996 рр. — заступник директора медичного центру «Авіцена», займалась поставками рослинної лікарської сировини під час виконання практичної частини державної Програми діагностики, лікування та реабілітації персоналу ЧАЕС та членів їх родин. В даний час пенсіонерка.
Сини:
Старший, Олександр, 1971 р., кандидат фізико-математичних наук, старший науковий співробітник Інституту математики НАН України.
Молодший, Володимир, 1972–1996 рр., поет, автор поетичних збірок «А душа в одиночестве тайна», «Стрелял я в воздух, а попал в себя», «Зріз долі». Похований на Південному цвинтарі м. Києва.

## Книги

### Медична тематика (монографії)
1. «Лечись пока здоров» — К., С. У. В. П., 1998 р. — 293 с.
2. «Сердце без разрывов» — К., Юніверс, 1998 р. — 190 с.
3. «Шарниры жизни» — К., Юніверс, 1999 р. — 204 с.
4. «От чего умер царь Ирод» — К., Юніверс, 2000 р. — 176 с.
5. «Практикум східної медицини в умовах України» — К., Юніверс, 2002 р. — 484 с.
6. «Диагностика» — К., Укринтэи, 2004 р. — 227 с.
7. «Діагностика» — К., Юніверс, 2004 р. — 192 с.
8. «Профилактика» — К., Альтерпрес, 2007 р. — 112 с.
9. «Щитовидные проблемы» — К., Альтерпрес, 2007 р. — 128 с.
10. «Рецепти здоров'я академіка Константинова. Автобіографія» — К., Юніверс, 2013 р. — 334 с. (16 місце Всеукраїнського рейтингу «Книжка року - 2013», номінація «Обрії», розділ «Енциклопедичні та довідкові видання»[3])

### Медична тематика (брошури)
1. «Узловатый и смешанный зоб» — К., Юніверс, 1998 р. — 15 с.
2. «Псориаз» — К., Юніверс, 1998 р. — 15 с.
3. «Бронхиальная астма» — К., Юніверс, 1999 р. — 15 с.
4. «Аденома предстательной железы» — К., Юніверс, 1999 р. — 15 с.
5. «Хронический бронхит» — К., Юніверс, 2000 р. — 15 с.
6. «Як запобігти випадінню волосся» — К., Юніверс, 2000 р. — 15 с.
7. «Мастопатія. Діагноз чи вирок» — К., Юніверс, 2001 р. — 15 с.
8. «Пептична виразка шлунку» — К., Юніверс, 2001 р. — 15 с.
9. «Міома (фіброміома) матки» — К., Юніверс, 2002 р. — 15 с.
10. «Цукровий діабет» — К., Юніверс, 2002 р. — 15 с.
11. «Демодикоз» — К., Юніверс, 2003 р. — 15 с.
12. «Вітиліго» — К., Юніверс, 2003 р. — 15 с.

### Історична тематика
1. «Змиевы валы» — К., Альтерпрес, 2007 р. — 230 с.
2. «Спокуса» — К., Альтерпрес, 2008 р. — 230 с.
3. «Аскольд і Дір. Похід на Царгород» (готується до друку)